# Rusia en 1931
Rusia en 1931. Reflexiones al pie del Kremlin es un libro de crónicas y reportajes del escritor peruano César Vallejo, donde reúne sus impresiones sobre los alcances de la revolución comunista en suelo ruso, fruto de sus viajes a lo largo de la Unión Soviética entre 1928 y 1929. Fue publicada en Madrid, en julio de 1931, con el sello de Ediciones Ulises y constituyó en su momento un auténtico éxito editorial, pues mereció en menos de cuatro meses tres sucesivas ediciones. La primera edición peruana apareció años después (Lima, Editora Perú Nuevo, febrero de 1959, en dos tomos).

## Historia de su publicación
Vallejo había realizado dos viajes a la Unión Soviética, en octubre de 1928 y en octubre de 1929 (haría otro a fines de 1931), recorrido que aprovechó para hacer reportajes, escribir crónicas y tomar apuntes, todos ellos relacionados con el experimento socialista en suelo ruso. Algunos de esos artículos aparecieron en publicaciones de Lima, como en el diario El Comercio.
Sin embargo, fue en España donde dichas crónicas despertarían mayor interés, pues la revolución rusa y los experimentos del estalinismo eran temas de actualidad, en medio de la efervescencia político-social en que se debatía dicho país. Desde el 1 de febrero de 1930 Vallejo publicó sus crónicas en la revista Bolívar, que fundara su gran amigo peruano Pablo Abril de Vivero en Madrid. Tal fue su resonancia, que una firma editorial recién fundada, Ediciones Ulises, encargó a Vallejo un libro que recogiera todos sus artículos relacionados con la URSS.
Así nació Rusia en 1931, en gran parte basada en las crónicas y reportajes ya publicados, pero también con textos aún inéditos. Se terminó de imprimir en julio de 1931, rebasando todas las expectativas del autor y los editores. Llegó incluso a merecer la recomendación de la Asociación del Mejor Libro del Mes, asociación integrada por gente de gran talla e insospechable, políticamente hablando, como Azorín, Ramón Pérez de Ayala, Enrique Díez Canedo y Ricardo Baeza. Antes del fin de ese año se habían ya agotado tres ediciones casi consecutivas, lo que demuestra el gran éxito editorial que constituyó en su momento, lo que hoy denominaríamos un “bestseller”. A tal punto que Vallejo se puso de inmediato a trabajar en una segunda parte que tituló "Rusia ante el segundo plan quinquenal", pero que ningún editor aceptó publicar por su tema redundante.

## Estructura y estilo
Esta obra de Vallejo se compone de dieciséis capítulos, en los que se estudian temas tan diversos como la urbe socialista y la ciudad del porvenir, el trabajo soviético, la industria del Estado, la racionalización socialista y la capitalista, el régimen de salarios, la jerarquía económica, la literatura, el amor, el deporte, el teatro, la democracia, Karl Marx y Lenin, la familia soviética, el cinema, la educación, etc. 
El estilo empleado por el autor es sencillo y directo, sin mengua del rigor científico e idiomático, y no pocos florecimientos poéticos. Sus afirmaciones son claras y la metodología pedagógica, didáctica.

## Finalidad
La finalidad de Vallejo en estos escritos era ofrecer al mundo occidental su testimonio personal sobre los alcances de la revolución rusa: "Mi esfuerzo es, a la vez, de ensayo y de vulgarización" dice Vallejo en la introducción del libro. Pretendía además poner en contacto al "gran público" de Europa y América con las inquietudes del proletariado ruso. 
Rusia en 1931 fue el primer libro de reportajes sobre la URSS que se publicó en España y seguramente el primero que se publicó en idioma español. Aunque actualmente es una obra venida a menos, estigmatizándosela por ser de carácter propagandístico, no se debe olvidar la resonancia que tuvo en su momento, en una época de crisis mundial cuando la esperanza de mucha gente sufriente se volcaba en el comunismo de inspiración soviética, que era entonces una novedad.